# لوران دي لورتو
لوران دي لورتو (بالفرنسية: Laurent Di Lorto)‏ (مواليد 1 يناير 1909) هو لاعب كرة قدم. يلعب مع منتخب فرنسا لكرة القدم. سبق له أن لعب في كأس العالم لكرة القدم مع منتخب بلاده.

## روابط خارجية
- لوران دي لورتو على موقع قاعدة بيانات كرة القدم.إي يو (الإنجليزية)
- لوران دي لورتو على موقع ناشيونال فوتبول تيمز (الإنجليزية)